# Pāshā Kolā-ye Bābī
Pāshā Kolā-ye Bābī (persiska: پاشا كُلای اَربابی, Pāshā Kolā-ye Arbābī, پاشا كلا بابی) är en ort i Iran.   Den ligger i provinsen Mazandaran, i den norra delen av landet, 170 km nordost om huvudstaden Teheran. Pāshā Kolā-ye Bābī ligger 3 meter över havet och antalet invånare är 749.
Terrängen runt Pāshā Kolā-ye Bābī är platt åt nordväst, men åt sydost är den kuperad. Runt Pāshā Kolā-ye Bābī är det ganska glesbefolkat, med 36 invånare per kvadratkilometer. Närmaste större samhälle är Sari, 10,2 km öster om Pāshā Kolā-ye Bābī. Trakten runt Pāshā Kolā-ye Bābī består till största delen av jordbruksmark.